# 蕭子韶
蕭子韶，江西泰和人。匠籍，明朝政治人物、進士出身。

## 生平
洪武十八年，登進士。善於書法。明太祖朱元璋詢問他出身，他回答道：
|  | 嚴親曾習魯般機，當年製上青雲梯。腰間帶得純鋼斧，要砍蟾宮第一枝。 |